# Birgit Megerle
Birgit Megerle (* 1975 in Geisingen) ist eine deutsche Künstlerin, die mit Malerei, Zeichnung, Collage und Performance arbeitet.

## Leben
Birgit Megerle studierte von 1997 bis 2002 an der Hochschule für Bildende Künste Hamburg. Zwischen 1996 und 2000 war sie Mitglied der Akademie Isotrop in Hamburg, einer Gruppe von ungefähr 20 jungen Bildenden Künstlern, die in Ergänzung zu einer Kunsthochschule eine selbst organisierte Ausbildung mit verschiedenen Aktivitäten entwickelten und die Zeitschrift Isotrop herausgaben. Ab 2011 hatte sie für eineinhalb Jahre eine Gastprofessur für gegenständliche Malerei an der Akademie der bildenden Künste Wien inne. Im Anschluss daran unterrichtete sie für ein Jahr an der Hamburger Hochschule für bildende Künste. Später zog sie nach Berlin.

## Werk
Im Zentrum der Kunst von Birgit Megerle stehen Collagen, Porträts und Stillleben. Ihre (feministischen) Porträts – meist handelt es sich bei den Dargestellten um Freundinnen der Künstlerin – basieren meist auf inszenierten Fotos. Die so gemalten Bilder sind charakterisiert durch einen streng-selbstbewussten, beinahe androgynen Gesichtsausdruck, durch eine meist gedämpft wirkende Farbpalette, sowie durch einen mal abstrakt gemalten, mal mit Architekturfragmenten ausgestatteten Hintergrund. Die stilvolle Kleidung der meist aus dem Bild heraus blickenden Protagonistinnen erinnert an die Ästhetik der Avantgarde Anfang des 20. Jahrhunderts, gleichzeitig aber erscheinen die Porträt in geheimnisvoller Weise zeitlos zu sein – ist die Mode vielleicht doch von heute? Dieses dezidiert Unbestimmte prägt auch Megerles Umgang mit erzählerischen Strukturen. Stets nämlich verleiten die Bilder den Betrachter dazu, sie als Ausgangspunkt einer Geschichte zu lesen, doch letztlich ist kein narrativer Faden in den Bildern auszumachen. Kalkulierte Vagheit bestimmt auch den Moment des Porträthaften: Obwohl die gemalten, meist isoliert wirkenden Personen recht deutlich zu erkennen sind und ihr Name oftmals im Titel erwähnt ist, laufen individuelle, gar psychologische Zuschreibungen ins Leere. Ambiguität prägt auch die Komposition der Bilder und zwar insofern als abstrakte und darstellende Partien auf der Bühne dieser Gemälde gleichzeitig auftreten. So ist der Hintergrund oftmals mehr oder weniger abstrakter Natur, im darstellenden Modus dagegen sind die porträtierten Personen zu sehen – doch auch diese sind immer wieder mit abstrakten Mustern verfremdet.
Die Stillleben Megerles flankieren gleichsam die Porträts, stellen nämlich Attribute vor, die der mysteriös-stilvollen Erscheinung dieser Personen entsprechen. Die, wenn man so will, postmoderne Form von (femininer) Identität, die irgendwo zwischen ästhetischem Stil, verweigerter Subjektivität und dennoch selbstbewusst inszenierter Persönlichkeit anzusiedeln ist, findet sich nicht nur in den Gemälden Megerles, sondern prägt auch das Geschehen in ihren Installationen und Performances. Ein gutes Beispiel hierfür ist ihre gemeinsam mit Sonja Cvitkovic und Michaela Meise durchgeführte Performance „Popcorn Sappho“, 2013. Die drei Künstlerinnen lasen Fragmente der griechischen Dichterin Sappho und spielten dazu begleitend eigene Musik. Ein von Cvitkovic geschneidertes „Sappho Kleid“ hing zudem zunächst an der Wand und wurde dann von den Protagonistinnen angezogen. In dieser fast schon theatralischen Inszenierung wurden sexuelle Identitäten ebenso öffentlich erprobt wie neue Formen des gemeinsamen Arbeitens und Kommunizierens.
In ihrer neuesten Werkgruppe „Caught in the Folies-Bergère“, 2013, bezieht sich Megerle auf das berühmte Gemälde „Bar in the Folies-Bergère“ von Edouard Manet. Megerle konzentriert sich dabei auf das Gesicht der im Zentrum des Gemäldes stehenden Bardame und variiert es abstrahierend in verschiedenen etwa 60 × 70 cm großen Gemälden. Einzelne Teile aus dem Gemälde wie etwa Kleidungsstücke und Champagnerflaschen wurden ebenfalls malerisch in Fragmenten verarbeitet. Schließlich collagierte die Künstlerin zudem Ausschnitte aus Wirtschaftsseiten diverser Zeitungen auf diesen Leinwänden. Identität im Spannungsfeld von Sexualität, Hedonismus und Ökonomie steht hier zur Disposition.

## Preise
- 2010: Lingener Kunstpreis[4]

## Sammlungen
Werke von Birgit Megerle aus den Jahren 2003 und 2004 gingen 2009 als Schenkung der Judith Rothschild Foundation an das Museum of Modern Art in New York.

## Ausstellungen (Auswahl)

### Einzelausstellungen
- 1998: Marie Claire, Galerie Nomadenoase, Hamburg
- 2004: Losung Loslösung, Galerie Neu, Berlin
- 2007: Birgit Megerle: Monochromes & Paper Sculptures, Daniel Reich Gallery, New York
- 2009: Soft Skills, Galerie Neu, Berlin
- 2010: Birgit Megerle, Kunsthalle Lingen
- 2013: Galeria Dawid Radzisewski, Warsaw (mit Marcin Zerzeka)
- 2013: Caught in the Folies-Bergère, Galleria Fonti, Naples
- 2014: Airs and Graces, Galeria Fonti, Neapel
- 2015: AS YOU LIKE IT, NOUSMOULES, Wien
- 2015: Suite, Galerie Emanuel Layr, Wien
- 2017: The Painted Veil, Kunsthaus Glarus, Glarus
- 2018: Soft Power, Galerie Neu, Berlin
- 2019: The Year Off, Galerie Emanuel Layr, Wien
- 2020: Enfanterie, Galerie Kirchgasse, Steckborn (mit Robert Müller)
- 2023: Bond, Galerie Neu, Berlin

### Ausstellungsbeteiligungen
- 2005: Prague Biennale 2[6]
- 2009: modern modern, Chelsea Art Museum[7]
- 2010: Lebenslust und Totentanz, Kunsthalle Krems[8]
- 2010: Bloodflames III, Alex Zachary, New York (kuratiert von Nick Mauss)
- 2011: A Different Person, Badischer Kunstverein, Karlsruhe
- 2012: Very Abstract and Really Figurative, Galerie Emanuel Layr, Wien
- 2013: Chat Jet. Malerei jenseits ihres Mediums. Part I, Künstlerhaus Graz
- 2015: Unorthodox, The Jewish Museum, New York, NY
- 2016: ich, du, er/sie/es, Kunstverein Leipzig, Leipzig
- 2016: UNRULY RELATIONS, Kunsthaus Glarus, Glarus
- 2016: Clique-Critiqued, Marquise Dance Hall, Istanbul
- 2017: Facetunes, Bielefelder Kunstverein
- 2018: Relevelations, Galerie Emanuel Layr Rome, Rom
- 2018: The Vitalist Economy of Painting, Galerie Neu, Berlin

## Publikationen
- Painting forever, Hrsg. KunstWerke Berlin, Berlin 2013 (Katalog zur gleichnamigen Ausstellung zeitgenössischer Künstler, die in Berlin arbeiten)[9]
- Vitamin P2, Phaidon, London 2011, ISBN 978-0-7148-6160-9
- Birgit Megerle, Text: Vanessa Joan Müller, Sternberg Press, Berlin 2011, ISBN 978-1-934105-55-9 (Katalog zur Einzelausstellung in der Kunsthalle Lingen 2010)
- Modern modern, Hrsg. Pati Herling, Chelsea Art Museum. New York, NY., Starship Berlin 2009, ISBN 978-0-9823977-0-1
- Monochromes & Paper Sculptures, mit einem Essay von Isabelle Graw, Hrsg. Daniel Reich Gallery, New York 2007
- deutschemalereizweitausenddrei, Hrsg. Frankfurter Kunstverein, Lukas & Sternberg, New York 2003, ISBN 978-0-9726806-0-8